# Malbuisson
Malbuisson [malbɥisɔ̃] ist ein Dorf und eine Gemeinde mit 883 Einwohnern (Stand: 1. Januar 2022) im französischen Département Doubs in der Region Bourgogne-Franche-Comté.

## Geographie

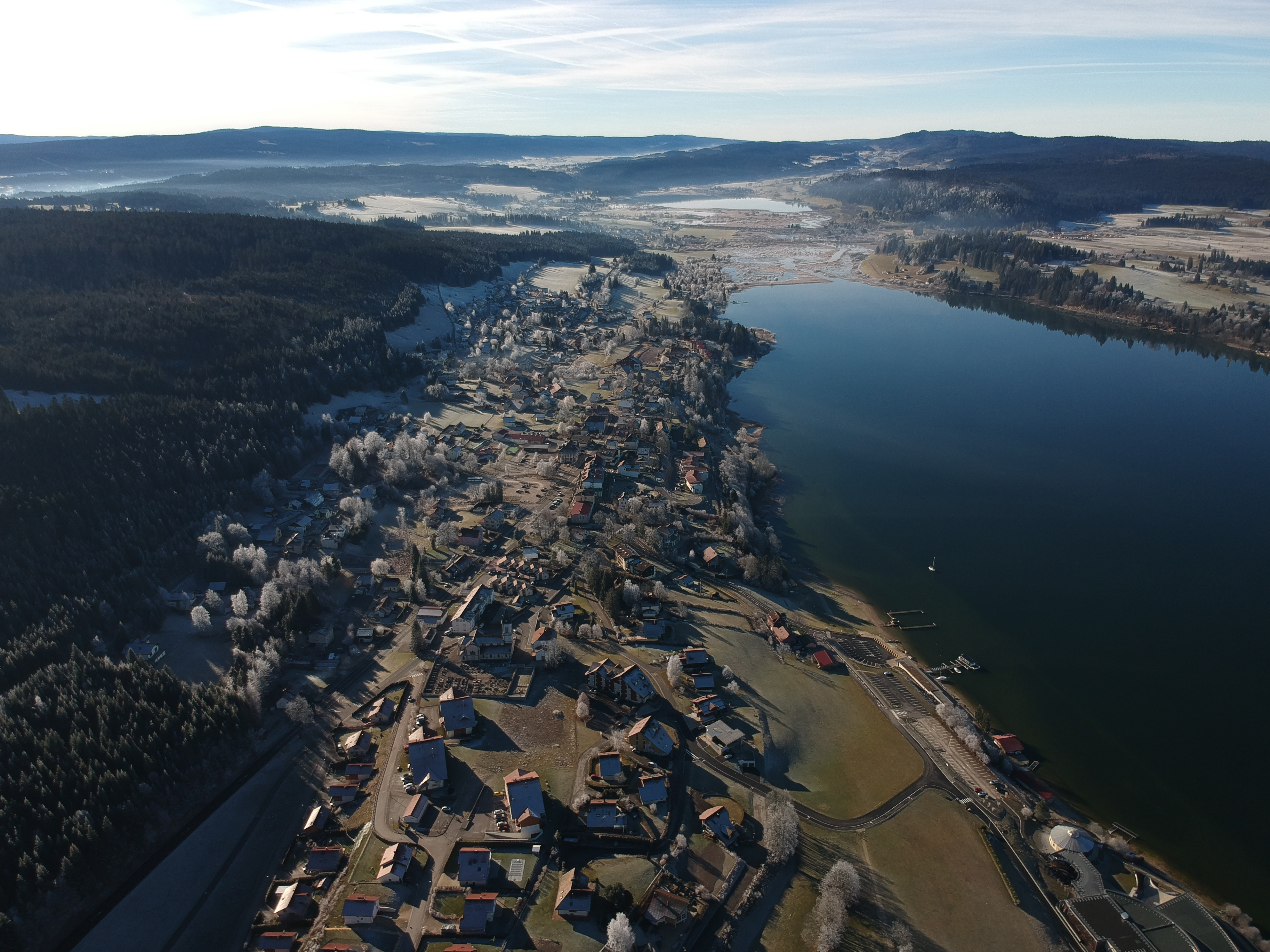
Luftaufnahme von Malbuisson im frühen Winter

Malbuisson liegt auf 885 m über dem Meeresspiegel, etwa 13 Kilometer südsüdwestlich der Stadt Pontarlier (Luftlinie). Das Dorf erstreckt sich im Jura, im Haut-Doubs, in erhöhter Lage auf einer Geländeterrasse über dem Südostufer des Lac de Saint-Point, am Fuß der Antiklinale von Montperreux.
Die Fläche des 6,60 km² großen Gemeindegebiets umfasst einen Abschnitt des französischen Juras. Die nordwestliche Grenze verläuft entlang des meist relativ flachen Ufers des Lac de Saint-Point und reicht von der Einmündung des Doubs bis zum leicht in den See vorgeschobenen Schwemmkegel des mit der Source Bleue entspringenden Baches. So besitzt Malbuisson im äußersten Westen einen kleinen Anteil an der sumpfigen Ebene des Doubstals. Vom Seeufer erstreckt sich das Gemeindeareal ostwärts über die Geländeterrasse von Malbuisson bis auf die angrenzende, teils bewaldete, teils mit Weideland bestandene Hochfläche von Montperreux. Hier wird in der Nähe des Fort de Saint-Antoine mit 1091 m die höchste Erhebung von Malbuisson erreicht.
Zu Malbuisson gehört der Weiler Le Vesenay (900 m) auf einer Anhöhe über dem Ostufer des Lac de Saint-Point. Nachbargemeinden von Malbuisson sind Montperreux im Norden, Touillon-et-Loutelet im Osten, Saint-Antoine und Labergement-Sainte-Marie im Süden sowie Saint-Point-Lac im Westen.

## Geschichte

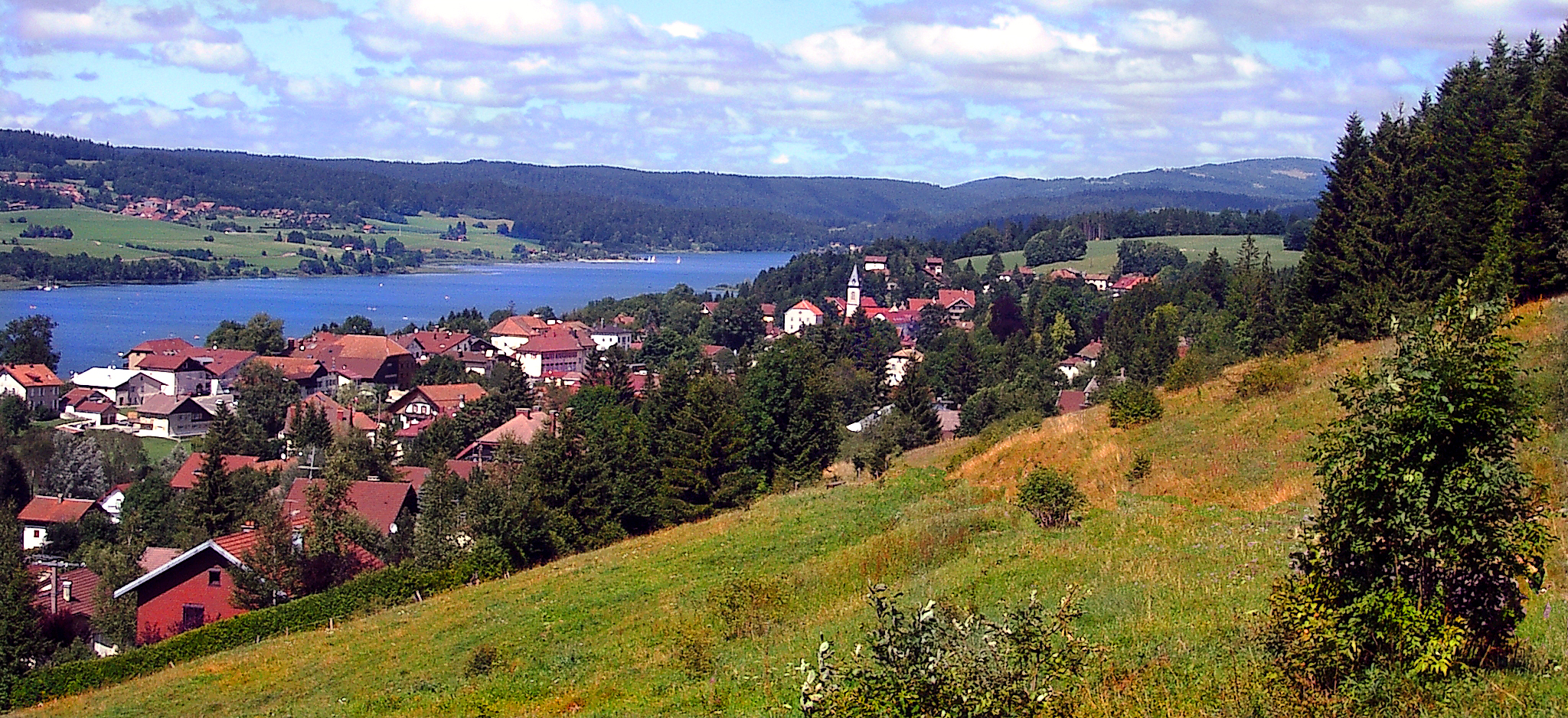
Blick auf Malbuisson und den Lac de Saint-Point

Malbuisson gehörte im Mittelalter zur Herrschaft von Pontarlier. Zusammen mit der Franche-Comté gelangte das Dorf mit dem Frieden von Nimwegen 1678 an Frankreich. Zu einer Gebietsveränderung kam es 1856, als ein Teil des Gemeindebodens von Chaudron (heute zu Montperreux gehörig) der Gemeinde Malbuisson zugeteilt wurde. Mit der Eröffnung der Trambahn, die von Pontarlier via Mouthe nach Foncine-le-Haut verkehrte, wurde Malbuisson im Jahr 1900 an den öffentlichen Verkehr angeschlossen. Der Betrieb der Linie wurde nach dem Zweiten Weltkrieg eingestellt. Heute ist Malbuisson Mitglied des Gemeindeverbandes Lacs et Montagnes du Haut-Doubs.

## Bevölkerung
| Jahr                       | 1962 | 1968 | 1975 | 1982 | 1990 | 1999 | 2006 | 2018 |
| Einwohner                  | 284  | 267  | 298  | 335  | 366  | 400  | 498  | 849  |
| Quellen: Cassini und INSEE |      |      |      |      |      |      |      |      |

Mit 883 Einwohnern (1. Januar 2022) gehört Malbuisson zu den kleinen Gemeinden des Départements Doubs. Nachdem die Einwohnerzahl in der ersten Hälfte des 20. Jahrhunderts stets im Bereich von rund 280 Personen gelegen hatte, wurde seit Beginn der 1970er Jahre ein deutliches Bevölkerungswachstum verzeichnet.

## Wirtschaft und Infrastruktur
Malbuisson war lange Zeit ein vorwiegend durch die Landwirtschaft, insbesondere Milchwirtschaft und Viehzucht, sowie durch die Forstwirtschaft geprägtes Dorf. Daneben gibt es heute einige Betriebe des lokalen Kleingewerbes, darunter Unternehmen der Holzverarbeitung, mechanische Werkstätten und eine Käserei. Mittlerweile hat sich das Dorf auch zu einer Wohngemeinde gewandelt. Viele Erwerbstätige sind Wegpendler, die in den größeren Ortschaften der Umgebung ihrer Arbeit nachgehen.
Als Erholungsort in einem beliebten Ausflugsgebiet im Hochjura profitiert Malbuisson heute auch vom Tourismus. Die Gemeinde ist sowohl auf den Sommertourismus (Wassersport, Fischen, Wandern, Velofahren) als auch auf den Wintertourismus (insbesondere Skilanglauf) ausgerichtet. Malbuisson besitzt einen Bootshafen mit Freizeitzentrum am Lac de Saint-Point sowie Hotels und einen Campingplatz.
Die Ortschaft ist verkehrstechnisch recht gut erschlossen. Sie liegt an der Departementsstraße D437, die von Pontarlier nach Mouthe führt.